# Ljubčo Georgievski

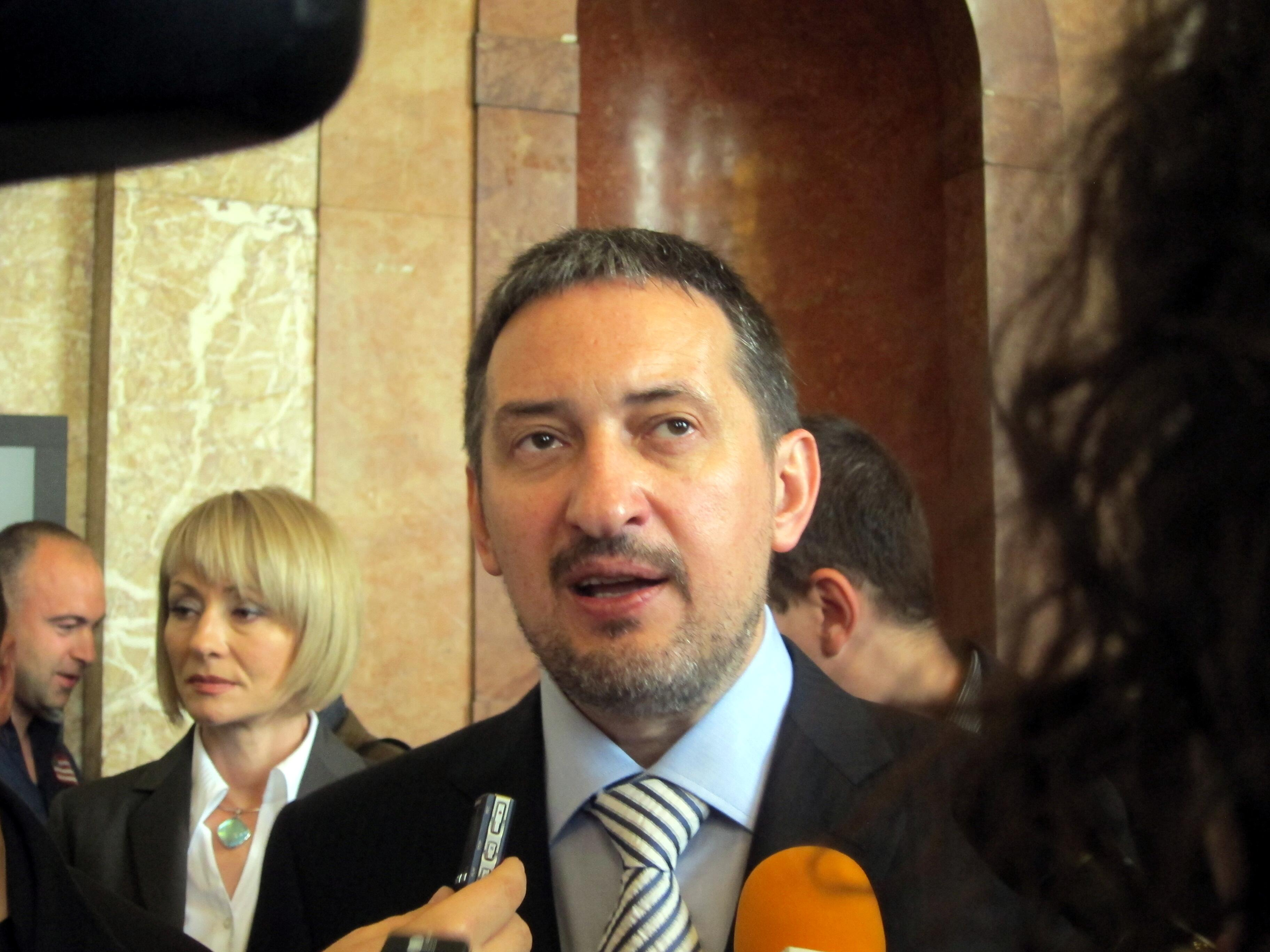
Ljubčo Georgievski am 10. Mai 2012 nach einer Vorlesung an der Universität Sofia

Ljubčo Georgievski oder Ljubtscho Georgiewski (mazedonisch Љубчо Георгиевски, bulgarisch Любчо Георгиевски; * 17. Januar 1966 in Štip, Jugoslawien, heute Nordmazedonien) ist ein mazedonischer Politiker und Lyriker. Georgievski war 1991 der erste und einzige Vizepräsident Mazedoniens und von 1998 bis 2002 Ministerpräsident des Landes. 1990 gründete er die politische Partei VMRO-DPMNE und war bis 2003 ihr erster Präsident. Georgievski gilt als der erste mazedonische Politiker, der sich für eine staatliche Unabhängigkeit Mazedoniens von SFR Jugoslawien einsetzte.

## Leben
Ljubčo Georgievski wurde am 17. Januar 1966 in Štip im heutigen Nordmazedonien geboren. Sein aus Delčevo stammender Vater Tome Georgievski († 1998) war ranghohes politisches Mitglied der Bund der Kommunisten Jugoslawiens in der Stadt. Dieser war nach seinem Schulabschluss lange Jahre Direktor eines Waisenhauses in Delčevo. Danach war er ebendort Direktor des Kulturhauses. Georgievskis Großvater, Andrej Georgiev, wurde als serbophil beschrieben. Dieser besaß in Delčevo ein Nähgeschäft und war von der Kollektivierung befreit. Die aus Berovo stammende Mutter Vera Georgievska († 2008) war Hausfrau. Ihr Vater wurde Ende des Zweiten Weltkriegs zusammen mit zehn weiteren Zivilisten von der Wehrmacht in Berovo erschossen.
Georgievski schloss 1988 ein Studium an der Universität „Kyrill und Method“ in Skopje mit dem Schwerpunkt Komparatistik ab.
Am 17. Juni 1990 gründete er zusammen mit dem mazedonischen Aktivisten Boris Zmejkovski die Partei VMRO-DPMNE, welche damals die einzige politische Partei in SR Mazedonien war, welche sich für die Unabhängigkeit Mazedoniens aussprach. Bei den ersten Parlamentswahlen 1990 hatte Georgievski mit seiner Partei die meisten Sitze im mazedonischen Parlament gewonnen. Nach der Weigerung, eine Koalition mit den ethnisch-albanischen Parteien einzugehen, war es Georgievski nicht gelungen, eine Regierung zu bilden. Nach der Annahme einer neuen Verfassung im November 1990 wurde er von der Versammlung der Republik Mazedonien zum Vizepräsidenten gewählt.
Nach acht Jahren in der Opposition übernahm VMRO-DPMNE nach den Parlamentswahlen 1998 die Regierung. Ljubčo Georgievski bildete als Ministerpräsident eine Koalitionsregierung mit der Demokratischen Alternative und der Albanischen Demokratischen Partei.
2004 gründete er die pro-bulgarische Splitterpartei VMRO-NP. Er verbesserte die prekären Beziehungen zu Bulgarien und setzte sich für eine Vertretung der Albaner ein.
2006 deklarierte Georgievski sich als ethnischer Bulgare, woraufhin er die bulgarische Staatsbürgerschaft erhielt. Seit 2007 ist er in Bulgarien für die Partei GERB politisch aktiv und in Mazedonien für die VMRO-NP.
Im März 2011 sprach sich Georgievski in einem Interview mit Radio Free Europe für einen Kompromiss im Namensstreit mit Griechenland im Namen der euro-atlantischen Integration Mazedoniens aus. Er erklärte, dass Mazedonien ein multiethnischer und multireligiöser Staat sei.
Er ist verheiratet und hat einen Sohn.

## Berufliche und politische Laufbahn
- 1990–2002 Vorsitzender der VMRO-DPMNE
- 1991 Vizepräsident der Republik Mazedonien
- 1992–1995 Abgeordneter
- 1998–2002 Ministerpräsident der Republik Mazedonien

## Bibliographie
- Ljubčo Georgievski: Mit dem Gesicht zur Wahrheit. Ausgewählte Aufsätze, Essays und Vorträge (bulg. С лице към истината. Избрани статии, есета, речи), Verlag Balkani, Sofia, 2007, ISBN 978-954-9446-46-3